# Eerste Slag bij Independence
De Eerste Slag bij Independence vond plaats op 11 augustus 1862 in Jackson County, Missouri tijdens de Amerikaanse Burgeroorlog. Dankzij deze overwinning slaagden de Zuidelijken erin om hun greep op deze regio nog enige tijd vast te houden.
In 1864 vond er nog een Tweede Slag bij Independence plaats die eveneens een Zuidelijke overwinning was.

## Achtergrond
Tijdens de zomer van 1862 werden verschillende Zuidelijke recruteerders naar het noorden van Missouri gestuurd om de rangen aan te vullen waaronder kapitein Jo Shelby, kolonel Vard Cockrell, kolonel John T. Coffee, Upton Hays, John Charles Tracy, John T. Hughes, Gideon W. Thompson en De Witt C. Hunter.
Verschillende guerrilla’s waaronder William Quantrill boden actieve steun aan deze campagnes. Upton Hays werd bijgestaan door 30 man van Quantrills commando. Op 1 augustus kampeerde Hays bij Lee’s Summit met 150 mannen. Tijdens de volgende dagen zouden er nog meer mannen aansluiting zoeken. Kolonel Hughes wilde de Missouri oversteken om mannen aan te trekken in Clinton County, de streeks waar hij woonde. Samen met Gideon Thompson arriveerde hij in Hays kamp met 75 mannen. Quantrill arriveerde al vlug met 25 man extra. De officieren belegden een vergadering. Ze hadden dringend munitie nodig en een overwinning om het moreel van hun manschappen op te krikken. Ze planden een verrassingsaanval op Buel.
De Noordelijke strijdkrachten waren bij Independence gelegerd onder leiding van Luitenant-Kolonel James T. Buel. Zoals veel van de nederzettingen in Missouri kon men ook hier aanhangers van beide partijen terug vinden. Buel had kapitein Breckenridge op verkenning gestuurd. Hij vond echter niets. Buel werd toch op de hoogte gebracht van de aanwezigheid van Hay en plande zelf een aanval. Verschillende inwoners hadden Buel gewaarschuwd voor een aanval op de stad. Vele inwoners sloegen dan ook op de vlucht. De Noordelijken waren op drie locaties geconcentreerd, namelijk bij een rotsmuur, de bank en de plaatselijke gevangenis.

## De slag
Voor het aanbreken van de 11de augustus vielen kolonel Hughes en Quantrill Independence aan in twee colonnes via verschillende wegen. De slapende Noordelijken werden verrast door verschillende dodelijke salvo’s. Kapitein Breckenridge wilde zich overgeven. Kapitein Jacob Axline stelde echter zijn mannen op achter de rotsige muur terwijl de Zuidelijken het kamp uitkamden op zoek naar munitie. Daarna ondernamen de Zuidelijken verschillende pogingen om de Noordelijke slaglinie te overrompelen waarin ze echter niet slaagden. Kolonel Hughes sneuvelde. Thompson en Hays raakten gewond.
Buel verzette zich met zijn soldaten rond de bank die eveneens dienstdeed als zijn hoofdkwartier. Hij moest zich overgeven nadat een aanpalend gebouw in brand werd gestoken. Buel slaagde erin om via de witte vlag een ontmoeting te krijgen met de nieuwe Zuidelijke bevelhebber kolonel Gideon W. Thompson. Na het horen van de voorwaarden gaf Buel zich over. 150 Noordelijken werden vrijgelaten op borg. De rest had weten te ontsnappen, zich te verbergen of was gedood.

## Gevolgen
De Noordelijken verloren 344 soldaten. Het aantal bij de Zuidelijken is onbekend. De meeste van de Noordelijke staf was krijgsgevangen. De Zuidelijke overwinning had ook zijn prijs. Tien ervaren officieren sneuvelden waaronder kolonel John T. Hughes. Na de inname van Independence trokken de Zuidelijken verder naar Kansas City in Missouri. De sterke Noordelijke fortificaties verhinderen een Zuidelijke verovering.
Hoewel dit een Zuidelijke overwinning was, slaagden ze er niet in dit verder uit te buiten. De Zuidelijke aanwezigheid in Jackson County was voorlopig veilig gesteld, hoewel dit niet lang zou duren.